# Rothenklempenow
Rothenklempenow er en by og kommune i det nordøstlige Tyskland, beliggende i Amt Löcknitz-Penkun i den sydøstlige del af Landkreis Vorpommern-Greifswald. Landkreis Vorpommern-Greifswald ligger i delstaten Mecklenburg-Vorpommern.

## Geografi
Kommunen er beliggende i den sydlige ende af Ueckermünder Heide ved kanten af Randowdalen. Området er præget af en levende natur med store vildtrige blandskove med sumpede lavninger, hvor man kan træffe ørne.
I kommunen ligger ud over Rothenklempenow, landsbyerne Dorotheenwalde, Mewegen, Glashütte og Grünhof.
Glashütte blev indlemmet i kommunen 31. december 1999  og Mewegen blev pr. 1. januar 2005 en del af Rothenklempenow.

### Søer
I kommunen ligger søerne:
- Den 34 hektar store Haussee, er beliggende en kilometer fra centrum.
- Latzigsee er 43 hektar stor, og ligger tre kilometer nord for byens centrum.

- Schwarze See er 1,2 hektar stor, og er beliggende ved Mewegen.

## Eksterne kilder og henvisninger
1. ↑  StBA: Änderungen bei den Gemeinden Deutschlands, siehe 1999
2. ↑  StBA: Änderungen bei den Gemeinden Deutschlands, siehe 2005

- Wikimedia Commons har flere filer relateret til Rothenklempenow
- Byens side på amtets websted
- Befolkningsstatistik (Webside ikke længere tilgængelig)